# Robert Wiene
Pour les articles homonymes, voir Wiene.
Robert Wiene, né le 27 avril 1873 à Breslau (Empire allemand) et mort le 15 juillet 1938 à la clinique Rémusat dans le 16e arrondissement de Paris, est un réalisateur, scénariste et producteur de cinéma allemand.

## Biographie
"Il naît dans une famille d’artiste, son père est un acteur de théâtre renommé et son jeune frère Conrad Wiene travaille aussi dans le monde du cinéma comme réalisateur, scénariste et acteur.
Il s’oriente vers l’université Humboldt de Berlin pour y étudier le droit, mais c’est en 1908 qu’il s’intéresse au théâtre et qu'il se produit dans des petits rôles en tant qu'acteur avant de s'orienter vers la mise en scène. Il poursuit ainsi sa carrière artistique vers 1914 comme scénariste, pour se tourner finalement vers la réalisation.
Sa carrière démarre en 1919 lorsque le producteur Erich Pommer vient le trouver pour adapter le scénario de Carl Mayer et Hans Janowitz. Il s’agit du Cabinet du Docteur Caligari, le film-manifeste du cinéma expressionniste allemand. Robert Wiene apporte quelques modifications au film en rajoutant un prologue ainsi qu'un épilogue qui ont pour but de faire comprendre aux spectateurs qu'il s'agit d'un récit sorti de l'imagination d'un fou. À sa sortie en Allemagne, le film rencontre un grand succès avant d'être diffusé partout dans le monde. Le Cabinet du Docteur Caligari est le premier film diffusé aux États-Unis après la fin de la Première Guerre mondiale. Il continue de collaborer avec Carl Mayer par la suite.
Par la suite, il met en scène d'autres films empreints de la même étrangeté, comme Raskolnikov (1923) ou Les Mains d'Orlac (1924), qui néanmoins n'ont pas la même force que son film le plus célèbre.
À l'avènement du Troisième Reich, il est contraint à l'exil. Il quitte l'Allemagne pour la Hongrie, puis la Grande-Bretagne et enfin la France. Atteint d'un "cancer", il ne peut terminer son dernier film, Ultimatum : c'est un autre réalisateur exilé, Robert Siodmak, qui l'achève.
Il est inhumé en concession temporaire dans la 107e division du cimetière parisien de Bagneux le 18 juillet 1938. Sa sépulture a depuis fait l’objet d’une reprise.

## Filmographie partielle

### Comme scénariste
- 1915 : Arme Marie de Max Mack
- 1917 : Le Mariage de Louise Rohrbach (Die Ehe der Luise Rohrbach) de Rudolf Biebrach
- 1919 : Der Mann der Tat de Victor Janson
- 1920 : Satanas de Friedrich Wilhelm Murnau

### Comme réalisateur
- 1915 : Die Konservenbraut
- 1915 : Er rechts, sie links
- 1916 : Das wandernde Licht
- 1916 : Frau Eva
- 1916 : Das Leben ein Traum
- 1917 : Furcht
- 1920 : Le Cabinet du docteur Caligari
- 1920 : Genuine
- 1920 : Die Nacht der Königin Isabeau
- 1921 : Die Rache einer Frau
- 1921 : Das Spiel mit dem Feuer
- 1922 : Die höllische Macht
- 1922 : Raskolnikov
- 1923 : I.N.R.I.
- 1924 : Les Mains d'Orlac (Orlacs Hände)
- 1925 : Le Chevalier à la rose (Der Rosenkavalier)
- 1926 : Die Königin von Moulin Rouge
- 1927 : Die Geliebte
- 1927 : Die berühmte Frau
- 1928 : Die Frau auf der Folter
- 1928 : Leontines Ehemänner
- 1928 : Die große Abenteuerin
- 1928 : Unfug der Liebe
- 1930 : Der Andere
- 1930 : Le Procureur Hallers
- 1931 : Der Liebesexpreß
- 1931 : Nuits de Venise
- 1931 : Panique à Chicago
- 1933 : Polizeiakte 909''
- 1934 : Une nuit à Venise
- 1938 : Ultimatum (achevé par Robert Siodmak)